# Ignaz Denner
Ignaz Denner (Id.) è un racconto di Ernst Theodor Amadeus Hoffmann che venne pubblicato nel primo volume della raccolta Notturni (1817).
L’editore Karl Friedrich Kunz sostenne che Hoffmann rimase affascinato da due ritratti visti nella pinacoteca di Pommersfelden ed eseguiti dal pittore Balthasar Denner, sulla cui vita lo scrittore cercò vanamente di conoscere qualche ulteriore dettaglio e poter creare così un nuovo personaggio per i suoi racconti. Fallito questo tentativo, Hoffmann inventò una figura letteraria completamente diversa da quella reale del pittore, alla quale però diede lo stesso cognome.

## Trama
Il guardiacaccia Andrea, sposato alla giovane napoletana Giorgina, offre ospitalità al misterioso Ignaz Denner senza sospettare che si tratta in realtà di uno stregone e brigante. Da quel momento, Andrea sembra non potersi più liberare dalla sinistra influenza di Denner, che dopo aver miracolosamente guarito sua moglie e avergli donato del denaro lo costringe a prendere parte a una delle sue peggiori malefatte. Andrea si ritrova così coinvolto in una lunga serie di peripezie in conclusione delle quali riuscirà ad aver ragione del suo nemico.

## Edizioni in italiano
- E. T. A. Hoffmann, Romanzi e racconti, 3 voll., Einaudi, Torino, 1969.